# Parastasia discolor
Parastasia discolor är en skalbaggsart som beskrevs av John Obadiah Westwood 1841. Parastasia discolor ingår i släktet Parastasia och familjen Rutelidae. Utöver nominatformen finns också underarten P. d. scutellaris.